# Volutomitridae
Famille
Les Volutomitridae sont une famille de mollusques gastéropodes de l'ordre des Neogastropoda.

## Liste des sous-familles
Selon World Register of Marine Species (11 décembre 2018) :
- genre Conomitra Conrad, 1865
- genre Daffymitra Harasewych & Kantor, 2005
- genre Magdalemitra Kilburn, 1974
- genre Microvoluta Angas, 1877
- genre Paradmete Strebel, 1908
- genre Peculator Iredale, 1924
- genre Proximitra Finlay, 1926 †
- genre Volutomitra H. Adams & A. Adams, 1853